# Episodi di Médico de familia (quarta stagione)
La quarta stagione di Médico de familia è stata trasmessa in prima visione TV dal 1º aprile al 24 giugno 1997.
| nº | Titolo                  | Prima TV Spagna |
| -- | ----------------------- | --------------- |
| 1  | Confusiones             | 1º aprile 1997  |
| 2  | Un paciente agradecido  | 8 aprile 1997   |
| 3  | ¿Todo sigue igual?      | 15 aprile 1997  |
| 4  | Volver a nacer          | 22 aprile 1997  |
| 5  | La ley del silencio     | 29 aprile 1997  |
| 6  | Yo y mi familia         | 6 maggio 1997   |
| 7  | Una noticia inesperada  | 13 maggio 1997  |
| 8  | Llover sobre mojado     | 20 maggio 1997  |
| 9  | Bon voyage              | 27 maggio 1997  |
| 10 | ¡Menudo pájaro!         | 3 giugno 1997   |
| 11 | La vida te da sorpresas | 10 giugno 1997  |
| 12 | Un amigo inesperado     | 17 giugno 1997  |
| 13 | La despedida            | 24 giugno 1997  |